# واکنش‌ها به نقض حقوق بشر در جمهوری اسلامی ایران
این نوشتار، دربردارنده واکنش‌های گفتاری و رفتاری افراد، سازمان‌ها و دولت‌ها به نقض حقوق بشر توسط نظام جمهوری اسلامی ایران است.

## محکوم یا تحریم شدن توسط سازمان ملل متحد و ده‌ها کشور دیگر
- شورای حقوق بشر سازمان ملل متحد[۱][۲][۳][۴][۵][۶][۷][۸][۹][۱۰][۱۱][۱۲][۱۳][۱۴][۱۵] بارها و همچنین دیوان بین‌المللی دادگستری (در لاهه)[۱۶] و شمار چشمگیری از کشورهای جهان، از جمله، ۴۷ کشور در بیانیه‌ای،[۱۷][۱۸][۱۹][۲۰][۲۱][۲۲] و در نشست دیگری ۷۹ کشور (در آبان سال ۱۳۹۹)،[۲۳] ده‌ها نهاد حقوق بشری،[۲۴] نقض حقوق بشر در ایران به دست مسئولان حکومت جمهوری اسلامی را محکوم کرده‌اند.
- به گزارش خبرگزاری آسوشیتد پرس، دولت آمریکا[۲۵] کشور ایران را به همراه سه کشور کره شمالی، چین و روسیه، به دلیل نقض شدید حقوق بشر از جمله، انجام یا اجازه انجام خشونت بر ضد اقلیت‌های دینی و قومی، محدود ساختن آزادی بیان و آزادی گردهمایی، متهم کرد.[۲۶]
- در ۲۸ آبان ۱۳۹۹ شصت و هفتمین قطعنامه محکومیت «نقض شدید و فاحش حقوق‌بشر» در ایران با ۷۹ رای موافق، ۳۲ رای مخالف و ۶۴ رأی ممتنع در کمیته سوم مجمع عمومی سازمان ملل تصویب شد.[۲۷][۲۸]
- در ۲۶ آذر ۱۳۹۹ مجمع عمومی سازمان ملل، قطعنامه پیشنهادی کانادا در محکومیت «نقض شدید و فاحش حقوق‌بشر» در ایران را با ۸۲ رای موافق در مقابل ۳۰ رای مخالف و ۶۴ رای ممتنع تصویب کرد. پیش از این در ۲۹ آبان ۱۳۹۹ شصت و هفتمین قطعنامه در محکومیت نقض حقوق بشر در ایران در کمیته سوم سازمان ملل با ۷۹ رای موافق، ۳۲ رای مخالف و ۶۴ رأی ممتنع به تصویب رسیده بود.[۲۹][۳۰]
- در ۲۷ آذر ۱۳۹۹ پارلمان اروپا قطعنامه نقض حقوق بشر در ایران را با ۶۱۴ رای موافق، ۱۲ مخالف و ۶۳ ممتنع تصویب کرد و از جمهوری اسلامی خواست فوراً به بازداشت‌های خودسرانه، ارعاب و سرکوب منتقدان، اعترافات اجباری، اعدام‌ها و نقض حقوق اقلیت‌ها در ایران پایان دهد.[۳۱][۳۲]
- در ۲۳ بهمن ۱۳۹۹ بیش از صد تن از نمایندگان مجلس نمایندگان ایالات متحده آمریکا از هر دو حزب دموکرات و جمهوری‌خواه، قطعنامه‌ای را به امضا رساندند که در آن از ایران دموکراتیک و سکولار پشتیبانی شده نیز و توطئه‌های تروریستی نظام جمهوری اسلامی ایران را محکوم می‌کند. در این قطعنامه، اشاره شده که حکومت جمهوری اسلامی، بارها مردم معترض ایران را در گذشته از جمله، در جریان اعدام‌های گسترده ۱۳۶۷، اعتراضات دانشجویی سال ۱۳۷۸، اعتراضات سراسری ۱۳۸۸ (تا ۱۳۹۰)، اعتراضات سراسری دی ۱۳۹۶ و اعتراضات سراسری آبان ۱۳۹۸ سرکوب کرده‌است.[۳۳]
- در ۲۴ بهمن ۱۳۹۹ عفو بین‌الملل در نامه‌ای به مقامات جمهوری اسلامی، حکم اعدام سه شهروند از اقلیت عرب جنوب ایران به نام‌های علی خسرجی، حسین سیلاوی، جاسم حیدری و ناصر خفاجیان را محکوم کرد و خواستار اطلاع‌رسانی دربارهٔ محل نگهداری ناصر خفاجیان شد.[۳۴]
- در ۸ ژوئیه ۲۰۲۱ اکثریت نمایندگان پارلمان اروپا به قطعنامه‌ای دربارهٔ نقض حقوق بشر در جمهوری اسلامی ایران رای موافق دادند در این قطعنامه در محوری نمایندگان خواستار لغو حکم اعدام احمدرضا جلالی، شهروند ایرانی سوئدی شدند.[۳۵][۳۶]
- ۳۰ مرداد ۱۴۰۰، در تازه‌ترین گزارش گزارشگر ویژه سازمان ملل در زمینه حقوق بشر در ایران، جاوید رحمان، از وخیم‌شدن اوضاع حقوق بشر و نقض فاحش آن در ایران ابراز نگرانی شده‌است. در این گزارش به تحت فشار قرار دادن روزنامه‌نگاران و فعالان مدنی در زمان انتخاب ابراهیم رئیسی توسط نهادهای امنیتی و همین‌طور به افرادی که خواستار تحریم این انتخابات شده بودند از سوی نهادهای امنیتی بازداشت یا آزار و اذیت شده‌اند، اشاره شده‌است.[۳۷][۳۸]
- در ۲۴ شهریور ۱۴۰۰، سازمان عفو بین‌الملل در بیانیه‌ای تحت عنوان «ایران: بی‌عقوبت ماندن یک دهه مرگ در حین بازداشت؛ استمرار مصونیت سازمان‌یافته مرتکبان شکنجه از مجازات» با اشاره به اینکه مقامات ایرانی در مورد دست‌کم ۷۲ فردی که از ژانویه ۲۰۱۰ در بازداشتگاه‌های جمهوری اسلامی جان خود را از دست داده‌اند پاسخی نداده‌اند، تأکید کرد: «از آن زمان تاکنون حتی یک نفر از مقامات یا مأموران به خاطر این مرگ‌ها مسئول دانسته نشده و این نشان‌دهنده سابقه دیرینه جمهوری اسلامی ایران در مصون نگاه داشتن مرتکبان قتل از مجازات است.»[۳۹]
- در ۴ اوت ۲۰۲۱ سازمان ملل متحد، گزارشی ۱۹ صفحه‌ای از نقض شدید حقوق بشر در ایران بین ۱۱ ژوئن سال ۲۰۲۰ تا ۱۰ ژوئن سال ۲۰۲۱ تهیه کرده بود. آنتونیو گوترش، دبیرکل سازمان ملل متحد در نشست مجمع عمومی سازمان ملل فشرده‌ای از این گزارش را به شرکت کنندگان ارائه کرده و از بابت نقض خشن حقوق بشر در ایران ابراز نگرانی کرده‌است.[۴۰]
- در ۲۶ آبان ۱۴۰۰ قطعنامه‌ای در کمیته سوم مجمع عمومی سازمان ملل متحد در نقض فاحش و سیستماتیک حقوق بشر در ایران توسط حکومت جمهوری اسلامی با ۷۹ رای موافق، ۳۰ رای مخالف و ۷۱ رای ممتنع به تصویب رسید. در این قطعنامه به تعداد بسیار نگران‌کننده احکام اعدام، دستگیری‌های گسترده و سیستماتیک و بازداشت‌های خودسرانه، محرومیت عمدی زندانیان از دسترسی به درمان و خدمات پزشکی، بدرفتاری با زندانیان در زندان اوین، آزار و اذیت و ارعاب مخالفان و مدافعان حقوق بشر، استفاده از شکنجه برای گرفتن اعتراف و مرگ‌های مشکوک زندانیان اشاره شده‌است.[۴۱]
- در ۲۲ بهمن ۱۴۰۰، جاوید رحمان، گزارشگر ویژه حقوق بشر سازمان ملل متحد در امور ایران، از جامعه جهانی خواست تا از مقامات جمهوری اسلامی بخواهند تا در قبال نقض حقوق بشر در ایران و وقایعی مثل اعدام‌های سال ۶۷ و سرکوب اعتراضات آبان ۹۸ «پاسخگو» باشند.[۴۲][۴۳]
- در ۷ اردیبهشت ۱۴۰۱ سازمان عفو بین‌الملل در بیانیه‌ای خواستار آزادی فوری زندانی سیاسی بهنام موسیوند که به دلیل فعالیت‌های حقوق بشری خود در حبس «ناعادلانه» به سر می‌برد، شد. وی به دلیل بدحالی ناشی از اعتصاب غذا به بیمارستانی در خارج زندان اوین منتقل شد.[۴۴]
- در ۲۵ خرداد ۱۴۰۱، یک گروه ۱۱ نفره از کارشناسان سازمان ملل، از جمله، جاوید رحمان، گزارشگر ویژه حقوق بشر در امور ایران، نگرانی جدی خود را در مورد «سرکوب خشونت‌آمیز» جامعه مدنی در ایران، از جمله اعضای اتحادیه‌های صنفی کارگری و معلمانی که به دلیل اعتراض به دستمزد پایین و شرایط نامناسب کاری دستگیر شده‌اند، ابراز کرده و گفتند: «ما از تشدید دستگیری‌های خودسرانه معلمان، فعالان کارگری و رهبران اتحادیه‌ها و اصناف، وکلا، فعالان حقوق بشر و دیگر فعالان جامعه مدنی در دوره اخیر (در ایران) نگران هستیم».[۴۵]
- ۳ آوریل ۲۰۲۵ در جلسه رای‌گیری شورای حقوق بشر سازمان ملل در ژنو، قطعنامه‌یی درباره وضعیت حقوق‌بشر در ایران و تمدید مأموریت مای ساتو، گزارشگر ویژۀ این شورا در امور ایران و کمیتۀ حقیقت‌یاب اعتراضات ایران با ۲۴ رأی موافق، ۸ مخالف، ۱۵ رأی ممتنع  به تصویب رسید.[۴۶][۴۷][۴۸]

## واکنش‌ها و اعتراضات داخلی و بین‌المللی به حکومت جمهوری اسلامی
«بزرگ‌ترین جنایتی که در جمهوری اسلامی شده و در تاریخ، ما را محکوم می‌کند، به دست شما انجام شده و [نام] شما را در آینده، جزو جنایت‌کاران در تاریخ می‌نویسند!»
حسینعلی منتظری، در آغاز جلسهٔ خصوصی با حسین‌علی نیری، مصطفی پورمحمدی، سید ابراهیم رئیسی و مرتضی اشراقی در تاریخ ۲۴ مرداد ۱۳۶۷.

- بر پایه گزارش دیده‌بان حقوق بشر، عاملان کشتار و سرکوب معترضان در (جمهوری اسلامی) ایران از مصونیت برخوردارند.[۵۰]
- سایت سازمان ملل نوشت: «زید رعد حسین، کمیسر عالی حقوق بشر سازمان ملل در تاریخ ۶ ژوئن ۲۰۱۷ مصادف با ۱۷ دی ۱۳۹۵ از نگرانی‌اش در مورد خودداری چند کشور در دادن امکان دسترسی به دفتر او یا به مکانیزمهای حقوق بشری شکایت کرد. او اضافه نمود که در ماه‌های اخیر، وقایع شرم‌آوری از اهانت‌ها و تهدیدات شخصی علیه گزارشگران ویژه وجود داشت که مرا بسیار نگران کرده‌است. دولت ایران از جمله دولتهایی است که قطعنامه‌هایی را که برای آن قیم مشخصی تعیین می‌کند را رد کرده و در نتیجه به گزارشگر ویژه اجازه دیدار از کشورشان را نمی‌دهد.»[۵۱]
- اوایل اسفند ۱۳۹۷ (فوریه ۲۰۱۹) کارشناسان سازمان ملل بار دیگر اعدام نوجوانان در ایران را محکوم کردند. این کارشناسان که از جمله به اعدام قریب‌الوقوع محمد کلهری اشاره کرده‌اند، عبارتند از: نیلز ملزر گزارشگر ویژه شکنجه از سوئیس، آگنس کالامارد گزارشگر اعدام‌های خودسرانه از فرانسه، رنیت وینترز مدافع حقوق کودک از استرالیا و جاوید رحمان گزارشگر ویژه حقوق بشد سازمان ملل متحد در ایران.[۵۲]
- در ۲۲ اکتبر ۲۰۱۹ جاوید رحمان، گزارشگر ویژه سازمان ملل در امور حقوق بشر در ایران نقض حقوق بشر در ایران را موجب نگرانی دانست و ادامه اعدام‌ها به‌خصوص نوجوانانی که مرتکب جرم قبل از سن ۱۸ سالگی شده بودند را محکوم کرد، به‌طوری که در سال جاری ۲ نوجوان و در سال گذشته ۷ نوجوان اعدام شدند. وی همچنین تبعیض و سرکوب علیه اقلیت‌های مذهبی و قومی از جمله کرد و بلوچ و عرب و همچنین بهائیان را مورد انتقاد قرار داد و محکوم کرد. جاوید رحمان آزار و اذیت و شکنجه مدافعان حقوق بشر، وکلا، روزنامه‌نگاران، معلمان، کارگران، فعالان محیط زیست و فعالان مدنی را غیرقابل قبول دانست و تأکید کرد که این موارد را در گزارش جدید خود به کمیته سوم سازمان ملل با جزئیات کامل شرح داده‌است.[۵۳][۵۴]
- روز پنج‌شنبه ۷ نوامبر ۲۰۱۹ عفو بین‌الملل طی اطلاعیه‌ای از جامعه جهانی خواست وخیم‌تر شدن وضعیت حقوق بشر در ایران را محکوم کند.[۵۵][۵۶] فیلیپ لوتر، مدیر بخش پژوهش‌ها و امور حقوقی خاورمیانه و شمال آفریقای عفو بین‌الملل، در این اطلاعیه گفت: «فهرست موارد هولناک نقض حقوق بشر در ایران، از جمله اعدام‌های هراس‌آور تا آزار بی‌امان و تعقیب کیفری مدافعان حقوق بشر، تبعیض فراگیر علیه زنان و اقلیت‌ها و استمرار جنایات علیه بشریت، نشانگر وخیم‌تر شدن شدید وضع حقوق بشر در کارنامه این کشور است.»[۵۵][۵۶]
- روز پنجشنبه ۱۴ نوامبر ۲۰۱۹ کمیته سوم مجمع عمومی سازمان ملل متحد «نقض حقوق بشر در ایران» را با صدور قطعنامه‌ای محکوم کرد و بازداشت‌های خودسرانه، تبعیض علیه زنان، شرایط زندان‌ها و تداوم آزارهای سازمان‌یافته در این کشور علیه اقلیت‌های مذهبی اشاره کرد و نسبت به این موارد ابراز نگرانی کرد.[۵۷]
- ایالات متحده آمریکا روز پنجشنبه ۱۹ دسامبر ۲۰۱۹ اعلام کرد که در ادامه افزایش فشارهایش روی جمهوری اسلامی، ویزاهای مقامات ایرانی را به‌دلیل ایفای نقش در سرکوب اعتراضات مسالمت‌آمیز و نقض حقوق بشر محدود می‌کند و تحریم‌هایی بر دو قاضی قضایی حکومت ایران، ابوالقاسم صلواتی و قاضی محمد مقیسه اعمال می‌کند. مایک پمپئو، وزیر امورخارجه آمریکا، گفت: «ما ویزاهای ورود به آمریکا را برای مقامات فعلی یا سابق ایرانی و افراد مسئول، یا همدست، در بازداشت یا قتل معترضان مسالمت‌جو یا برای منع کردن آنها از آزادی بیان یا تجمعات، محدود می‌کنیم».[۵۸]
- در ۳۰ ژوئن ۲۰۲۰ نماینده آلمان در شورای امنیت سازمان ملل گفت: وضعیت حقوق بشر در ایران انزجارآور است. فعالان حقوق بشر تحت تعقیب و آزار قرار می‌گیرند، زندانیان سیاسی در ایران وجود دارد، هیچ آزادی مطبوعاتی در ایران نیست، هیچ حق تجمعی نیست و ایران یک سیاست خارجی مهاجم را با مداخله در امور منطقه دنبال می‌کند.[۵۹]
- سازمان عفو بین‌الملل در ۲۳ تیر ۱۳۹۹ با انتشار بیانیه‌ای ضمن ابراز نگرانی از موج جدید اعدام‌ها در نظام جمهوری اسلامی به‌خاطر ایجاد ترس و جلوگیری از اعتراضات مردمی، اعدام دو زندانی سیاسی کرد به‌نام دیاکو رسول‌زاده و صابر شیخ عبدالله را محکوم کرد. در این بیانیه آمده‌است که این دو زندانی کرد در یک روند قضایی «به‌شدت ناعادلانه» و «تنها بر اساس اعترافاتی که زیر شکنجه گرفته شده بود» به اعدام محکوم شدند.[۶۰]
- در روز پنج‌شنبه ۱۶ مرداد ۱۳۹۹ سازمان عفو بین‌الملل اجرای حکم اعدام مصطفی صالحی، یکی از بازداشت‌شدگان اعتراضات دی ۹۶ در زندان اصفهان را محکوم کرد و تأکید کرد که اجرای این حکم بار دیگر نشان می‌دهد که مقامات جمهوری اسلامی بیشتر به دنبال انتقام جویی هستند، نه عدالت. در ادامه در این بیانیه نگرانی خود را نسبت به سرنوشت پنج معترض دیگر اعتراضات دی ماه ۱۳۹۶ به نام‌های، محمد بسطامی، هادی کیانی، عباس محمدی، مجید نظری و مهدی صالحی ابراز داشت و از مقامات جمهوری اسلامی خواست که احکام اعدام آنها را سریعاً لغو کند.[۶۱]
- در ۲۴ شهریور ۱۳۹۹ میشل باچله، کمیسر عالی حقوق بشر سازمان ملل متحد، در بیانیه‌ای گفته‌است: «در ایران، مدافعان حقوق بشر- از جمله مدافعان حقوق زنان - وکلا، فعالان کارگری، و معترضان همچنان از ارعاب، پیگرد قانونی، و بدرفتاری رنج می‌برند. من کماکان نگران محرومیت زندانیان سیاسی و عقیدتی از حق آزادی موقت بازداشت‌شدگان در دوران همه‌گیری بیماری کووید-۱۹ هستم و از اعتصاب غذای طولانی‌مدت نسرین ستوده، وکیل مدافع حقوق بشر، وحشت‌زده شده‌ام. من از مقامات [جمهوری اسلامی ایران] می‌خواهم که به عنوان یک اقدام فوری برای حفظ بهداشت و سلامت عمومی، آزادی‌های موقت بیشتری اعطاء کرده و زندانیان سیاسی و عقیدتی را سریع آزاد کنند.»[۶۲]
- در ۴ مهر ۳۹۹، ۴۷ کشور عضو سازمان ملل، با انتشار بیانیه‌ای نقض آشکار و گسترده حقوق بشر، سرکوب مدافعان حقوق بشر، آزادی بیان و عقیده، محرومیت از حق دادرسی عادلانه و اعمال سرکوب گسترده شهروندان ایرانی را محکوم کرده‌اند. این کشورهای عضو سازمان ملل در این بیانیه با اشاره به حق آزادی بیان، حق برگزاری تجمعات و تشکل‌ها آمده‌است که گزارش‌های معتبر از بازداشت‌های خودسرانه، محاکمه‌های ناعادلانه، اعترافات اجباری و اعمال شکنجه و سایر بدرفتاری‌ها با بازداشت شدگان به ویژه در زمینه اعتراضات اخیر نگران کننده است.[۶۳][۶۴]
- در ۱۸ مهر ۱۳۹۹ در آستانه روز جهانی مبارزه با حکم اعدام، فدراسیون بین‌المللی حقوق بشر در گزارشی اجرای احکام اعدام در ایران را «لکه غیرقابل انکاری در سابقه حقوق بشر در این کشور» توصیف کرد و تأکید کرد که جمهوری اسلامی در سال گذشته میلادی دست‌کم ۲۵۱ نفر را اعدام کرده و در ۹ ماه اول سال جاری میلادی نیز ۱۹۰ نفر اعدام شده‌اند. در این گزارش به اعدام افرادی که در زیر سن قانونی مرتکب جرم شده‌اند اشاره کرده و آن را مغایر قوانین و تعهدات بین‌المللی ایران خوانده‌است.[۶۵]
- در ۲۳ مهر ۱۳۹۹ آنتونیو گوترش، دبیرکل سازمان ملل متحد، در گزارش جدیدی که از مهر ۱۳۹۸ تا تابستان ۱۳۹۹ را دربرمی‌گیرد، نسبت به «نقض مستمر و شدید» حقوق بشر در ایران از جمله «سرکوب خشن» در اعتراضات آبان ۱۳۹۸ ابراز «نگرانی جدی» کرده‌است. «اعدام کودکان مجرم، بازداشت‌های خودسرانه، دادرسی ناعادلانه، اعمال شکنجه و اعترافات اجباری» از جمله مواردی است که در این گزارش نسبت به آن ابراز نگرانی شده‌است.[۶۶][۶۷]
- در ۲۸ آبان ۱۳۹۹ شصت و هفتمین قطعنامه محکومیت «نقض شدید و فاحش حقوق‌بشر» در ایران با ۷۹ رای موافق، ۳۲ رای مخالف و ۶۴ رأی ممتنع در کمیته سوم مجمع عمومی سازمان ملل تصویب شد.[۶۸][۶۹]
- در ۲۶ آذر ۱۳۹۹ مجمع عمومی سازمان ملل، قطعنامه پیشنهادی کانادا در محکومیت «نقض شدید و فاحش حقوق‌بشر» در ایران را با ۸۲ رای موافق در مقابل ۳۰ رای مخالف و ۶۴ رای ممتنع تصویب کرد.[۷۰][۷۱]
- در ۲۷ آذر ۱۳۹۹ پارلمان اروپا قطعنامه نقض حقوق بشر در ایران را با ۶۱۴ رای موافق، ۱۲ مخالف و ۶۳ ممتنع تصویب کرد و از جمهوری اسلامی خواست فوراً به بازداشت‌های خودسرانه، ارعاب و سرکوب منتقدان، اعترافات اجباری، اعدام‌ها و نقض حقوق اقلیت‌ها در ایران پایان دهد.[۷۲][۷۳]
- در ۱۵ بهمن ۱۳۹۹ ۳۷ سازمان حقوق بشری و نهاد مدنی در نامه‌ای در اعتراض به دستگیری ۹۶ کرد ایرانی در یک ماه، خواستار آزادی فعالین کُرد و سایر قربانیان «بازداشت‌های خودسرانه» در ایران شدند.[۷۴]
- در ۲۲ بهمن ۱۳۹۹ در یک فراخوان «اقدام فوری»، سازمان عفو بین‌الملل خواهان آزادی حامد قره‌اوغلانی، زندانی سیاسی ۳۴ ساله می‌باشد و از مقامات جمهوری اسلامی خواسته که تا زمان آزادی امکان دسترسی وی به دارو و وسایل پزشکی و درمانی را فراهم کند، چرا که مقامات زندان از انتقال وی به یک مرکز درمانی تخصصی خودداری می‌کنند و از دسترسی به داروهای مورد نیازش محروم است.[۷۵]
- در ۱۶ بهمن ۱۳۹۹ کارشناسان سازمان ملل اعدام جاوید دهقان‌خلد زندانی بلوچ در ایران را محکوم کرده و از شنیدن خبر اعدام وی «شوکه» شده‌اند.[۷۶]
- در ۲۶ آبان ۱۴۰۰ قطعنامه‌ای در کمیته سوم مجمع عمومی سازمان ملل متحد در نقض فاحش و سیستماتیک حقوق بشر در ایران توسط حکومت جمهوری اسلامی با ۷۹ رای موافق، ۳۰ رای مخالف و ۷۱ رای ممتنع به تصویب رسید. در این قطعنامه به تعداد بسیار نگران‌کننده احکام اعدام، دستگیری‌های گسترده و سیستماتیک و بازداشت‌های خودسرانه، محرومیت عمدی زندانیان از دسترسی به درمان و خدمات پزشکی، بدرفتاری با زندانیان در زندان اوین، آزار و اذیت و ارعاب مخالفان و مدافعان حقوق بشر، استفاده از شکنجه برای گرفتن اعتراف و مرگ‌های مشکوک زندانیان اشاره شده‌است.[۷۷]
- جاوید رحمان در ۲۵ اکتبر ۲۰۲۱ در جلسه کمیته سوم مجمع عمومی سازمان ملل متحد، ضمن صحبت دربارهٔ وضعیت حقوق بشر در ایران از اعدام کودکان (افراد زیر ۱۸ سال) انتقاد کرد.[۷۸] وی ابراز داشت که موارد بسیاری از مرگ مشکوک، همچون مرگ امیرحسین حاتمی، شاهین ناصری و امیرحسین رحمانی… در بازداشتگاه‌های ایران اتفاق افتاده‌است.[۷۹]
- سازمان «عدالت برای ایران»، کتاب چهره جنایت را که شامل تعداد قابل توجهی از ناقضان حقوق بشر در جمهوری اسلامی، از جمله کسانی که در سرکوب اعتراضات در دهه‌های ۶۰ و ۷۰ و در اعتراضات سراسری ۱۳۸۸ و ۱۳۹۶، قتل‌های زنجیره‌ای، اعدام‌های دسته‌جمعی و غیره نقش داشته‌اند منتشر کرد.[۸۰]
- در ۱۱ مرداد ۱۴۰۱ عفو بین‌الملل در گزارش خود که منتشر شد، تأکید کرد: «جامعه بین‌المللی باید مقامات ایرانی را به خاطر سیل خشونتی که نیروهای امنیتی همراه با مصونیت مطلق علیه معترضان در جنوب غرب ایران در ماه‌های اردیبهشت و خرداد ۱۴۰۱ به راه انداختند پاسخگو نگه دارد».[۸۱]
- به گزارش خبرگزاری آسوشیتدپرس، دولت آمریکا[۸۲] حکومت کشور ایران را به همراه حکومت‌های سه کشور کره شمالی، چین و روسیه، به دلیل نقض شدید حقوق بشر، از جمله، انجام یا اجازه انجام خشونت بر ضد اقلیت‌های دینی و قومی، محدود ساختن آزادی بیان و آزادی گردهمایی، متهم کرد.[۸۳]
- در ۱۱ مرداد ۱۴۰۱، عفو بین‌الملل در گزارش خود، تأکید کرد: «جامعه بین‌المللی باید مقامات ایرانی را به خاطر سیل خشونتی که نیروهای امنیتی همراه با مصونیت مطلق علیه معترضان در جنوب غرب ایران در ماه‌های اردیبهشت و خرداد ۱۴۰۱ به راه انداختند پاسخگو نگه دارد».[۸۴]
- قوه قضاییه جمهوری اسلامی هم‌زمان با سالگرد انقلاب ۱۳۵۷، یک‌شنبه ۱۶ بهمن ۱۴۰۱ اعلام کرد که با موافقت علی خامنه‌ای «ده‌ها هزار» متهم و محکوم شامل «عفو و بخشش» می‌شوند، مگر اینکه «اظهار کنند ما پشیمان نیستیم و تعهد کتبی نمی‌دهیم.» در واکنش به این اقدام سازمان حقوق بشر ایران تأکید کرد: «عفو ریاکارانه معترضان به دست علی خامنه‌ای یک اقدام تبلیغاتی و ریاکارانه است.»[۸۵][۸۶][۸۷]
- سازمان عفو بین‌الملل در روزهای ۲۶ دی و ۳ بهمن ۱۴۰۳ با صدور درخواست‌های فوری، خواستار لغو فوری احکام اعدام این دو زندانی شد. در این بیانیه اعلام شده است که این زندانیان، پس از دستگیری تحت شکنجه و سایر بدرفتاری‌ها از جمله سلول انفرادی طولانی مدت قرار گرفته‌اند تا اقرار کنند و محاکمه آنها توسط دادگاه انقلاب در تهران به شدت ناعادلانه بوده است.[۸۸][۸۹]
- نامه فوری بیش از ۱۵۰ شخصیت سیاسی و بین‌المللی به فولکر تورک، کمیسر عالی حقوق‌بشر سازمان ملل: «ما به‌طور فوری خواستار مداخله شما برای نجات بهروز احسانی، ۶۹ساله، و مهدی حسنی ۴۸ساله، زندانیان سیاسی ایرانی که با خطر اعدام قریب‌الوقوع مواجه هستند، می‌باشیم. احکام اعدام آنان در تاریخ ۷ ژانویه ۲۰۲۵ توسط دیوان عالی ایران تأیید شد؛ این تأییدیه پس از محاکمه‌ای ناعادلانه به اتهاماتی مرتبط با فعالیت‌های سیاسی آنان صادر شد.»[۹۰][۹۱][۹۲]

### اعتراضات ایرانیان در خارج از کشور

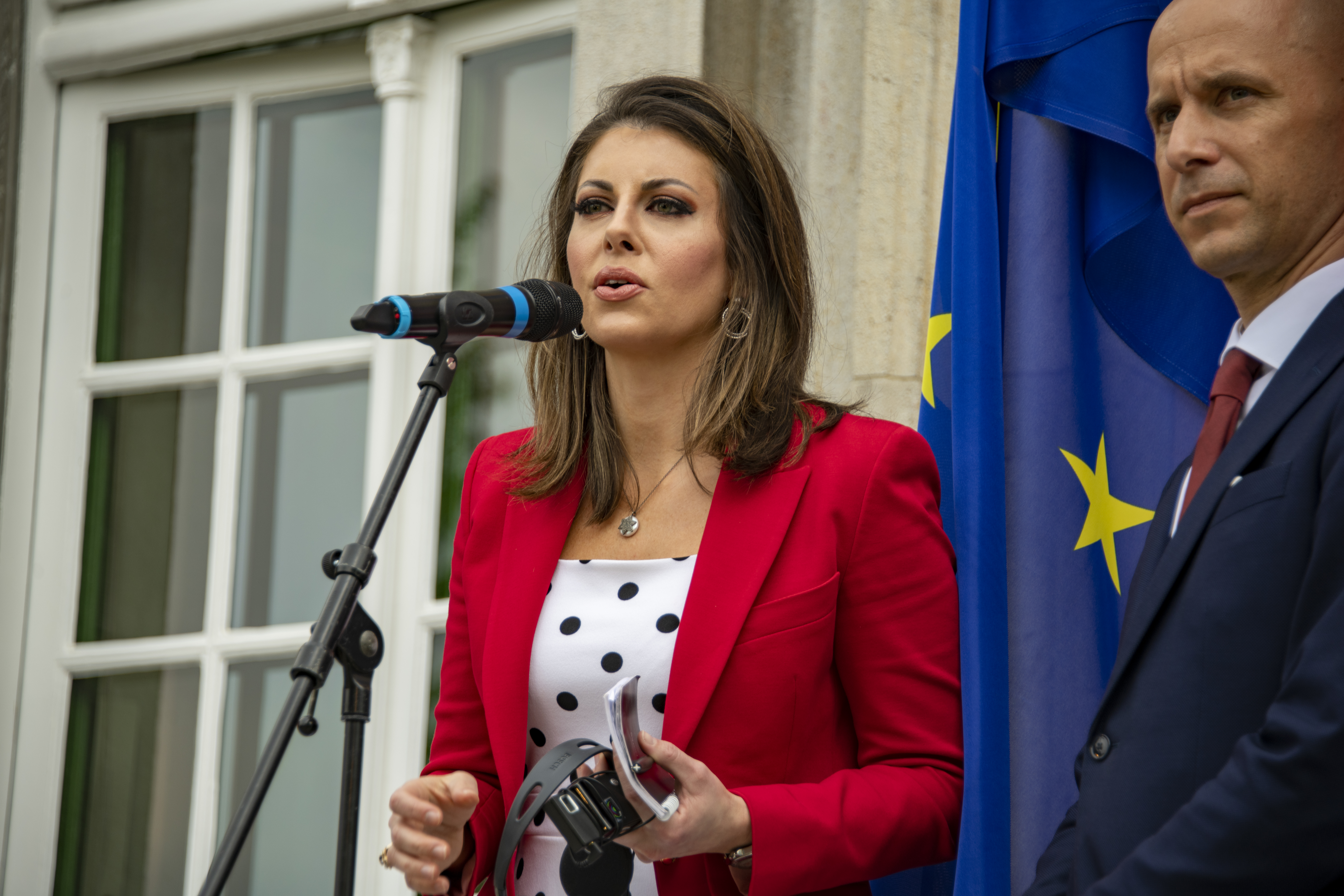
مورگان اورتگس در حال سخنرانی

- در روز ۸ مارس ۲۰۱۹ صدها تن از ایرانیان مقیم خارج کشور در واشینگتن دی سی پایتخت آمریکا تظاهراتی علیه جمهوری اسلامی ترتیب دادند و خواهان تغییر رژیم شدند.[۹۳]
- ۶ تیر ۱۳۹۹ در روز جهانی «حمایت از قربانیان شکنجه» مورگان اورتگاس، سخنگوی وزارت خارجه آمریکا استفاده از شکنجه‌های مختلف در جمهوری اسلامی ایران از شلاق گرفته تا آزار جنسی و دیگر شکنجه‌ها، برای سرکوب و مجازات مردم خود را «به قویترین شکل ممکن» محکوم کرد.[۹۴]

## تحریم بین‌المللی سران جمهوری اسلامی به دلیل نقض حقوق بشر
ایالات متحده آمریکا در تاریخ ۸ مهر ۱۳۸۹ میلادی، هشت مقام دولتی ایران را به دلیل نقض حقوق بشر در جریان اعتراض‌های سراسری به نتایج انتخابات دهمین دوره ریاست‌جمهوری ایران را در فهرست تحریم‌ها قرار داد. آمریکا سپس در تاریخ ۲۳ فوریه ۲۰۱۱ میلادی مصادف با ۴ اسفند ۱۳۸۹ خورشیدی، دو مقام دیگر دولتی ایران را به فهرست ۸ نفره ناقضان حقوق بشر مردم ایران افزود.
همچنین، مقامات وزارت امورخارجه ایالات متحده آمریکا، فرمانده سپاه قدس، یعنی قاسم سلیمانی را متهم به همکاری با نیروهای امنیتی سوریه در جریان اعتراضات در این کشور و سرکوب مخالفان بشار اسد کرده‌است. در پی این اتهام وزارت خزانه‌داری ایالات متحده آمریکا وی را تحریم کرده‌است.
اتحادیه اروپا نیز، در تاریخ ۱۲ آوریل ۲۰۱۱ میلادی مصادف با ۲۳ فروردین ۱۳۹۰ خورشیدی، ۳۲ مقام حکومت ایران از جمله شماری از فرماندهان انتظامی، نظامی، بسیج و تعدادی از مقام‌های قضایی ایران را به دلیل «نقض شدید حقوق بشر مردم ایران» تحریم کرد. بر اساس تحریم‌های اتحادیه اروپا، این افراد از سفر به کشورهای عضو این اتحادیه منع شده‌اند و دارایی‌های آن‌ها در این کشورها مسدود خواهد شد.
همچنین، روز جمعه، ۳ تیر ۱۳۹۰ (۲۴ ژوئن ۲۰۱۱)، روزنامه رسمی اتحادیه اروپا گزارش کرد که کشورهای عضو اتحادیه، سه تن از فرماندهان ارشد سپاه پاسداران انقلاب اسلامی یعنی جعفری، سلیمانی، طائب و نیز چند شهروند و مؤسسه اقتصادی سوریه را در واکنش به ادامه سرکوب خشونت‌آمیز معترضان سوری توسط حکومت سوریه و سپاه قدس جمهوری اسلامی تحریم کرد.
در ۲۸ آبان ۱۳۹۹ شصت و هفتمین قطعنامه محکومیت «نقض شدید و فاحش حقوق‌بشر» در ایران با ۷۹ رای موافق، ۳۲ رای مخالف و ۶۴ رأی ممتنع در کمیته سوم مجمع عمومی سازمان ملل تصویب شد.
همچنین در ۲۶ آذر ۱۳۹۹ مجمع عمومی سازمان ملل، قطعنامه پیشنهادی کانادا در محکومیت «نقض شدید و فاحش حقوق‌بشر» در ایران را با ۸۲ رای موافق در مقابل ۳۰ رای مخالف و ۶۴ رای ممتنع تصویب کرد. پیش از این در ۲۹ آبان ۱۳۹۹ شصت و هفتمین قطعنامه در محکومیت نقض حقوق بشر در ایران در کمیته سوم سازمان ملل با ۷۹ رای موافق، ۳۲ رای مخالف و ۶۴ رأی ممتنع به تصویب رسیده بود.
در ۲۷ آذر ۱۳۹۹ نیز پارلمان اروپا قطعنامه نقض حقوق بشر در ایران را با ۶۱۴ رای موافق، ۱۲ مخالف و ۶۳ ممتنع تصویب کرد و از جمهوری اسلامی خواست فوراً به بازداشت‌های خودسرانه، ارعاب و سرکوب منتقدان، اعترافات اجباری، اعدام‌ها و نقض حقوق اقلیت‌ها در ایران پایان دهد.